# Harappa

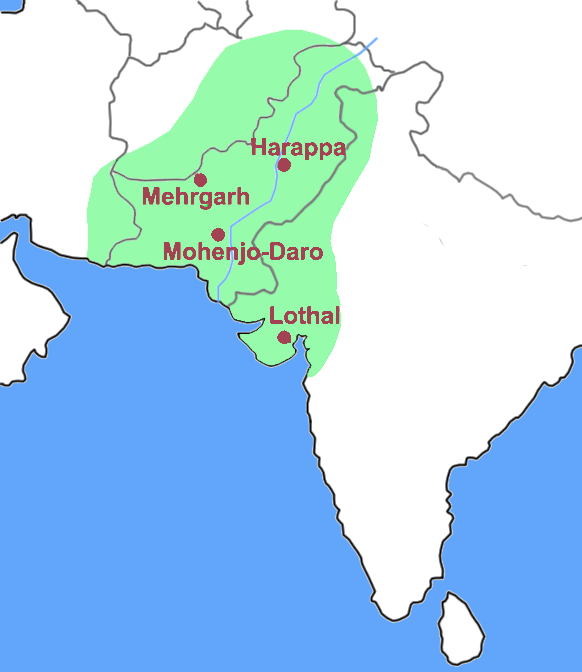
Industal

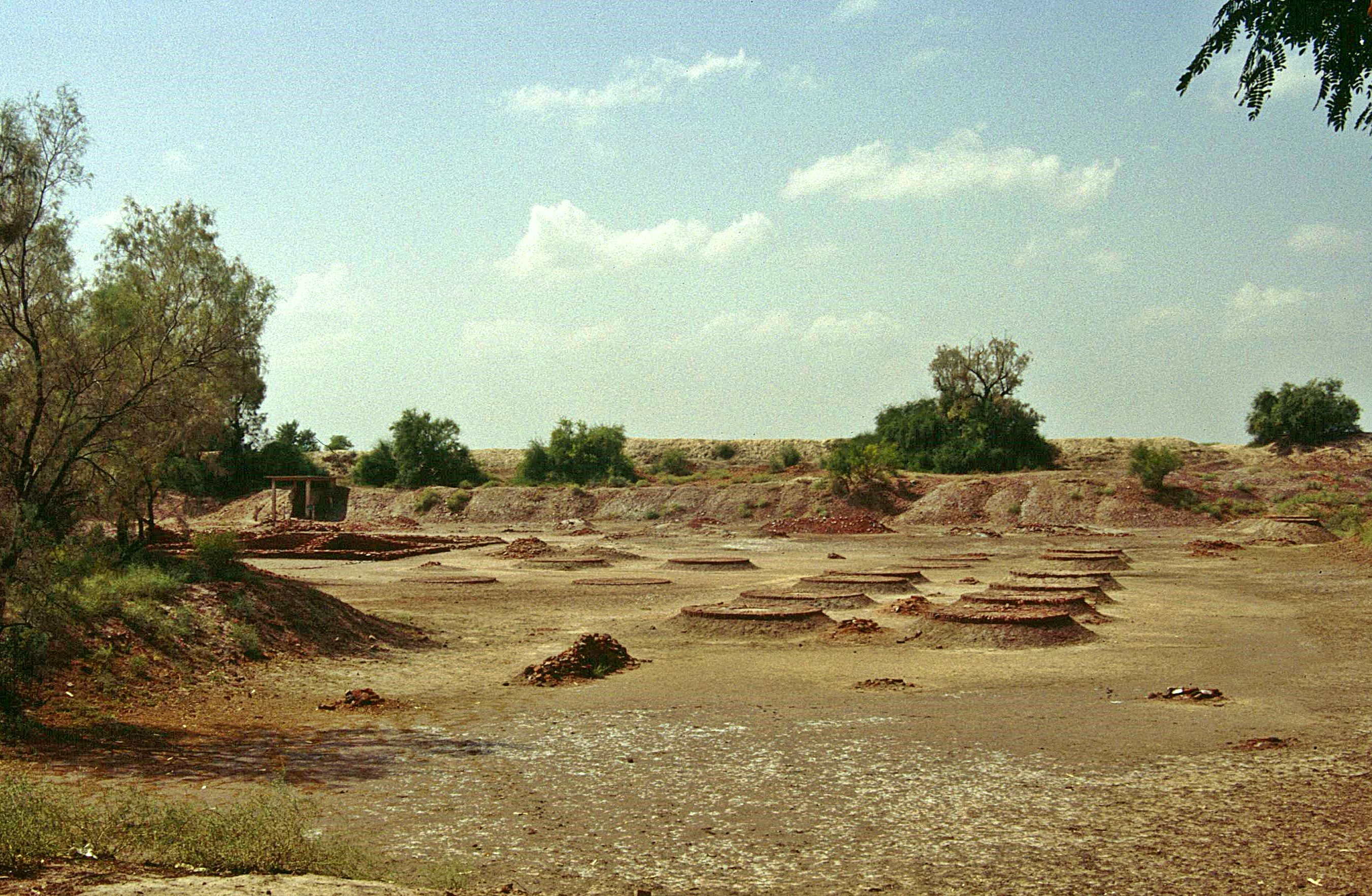
Harappa: Arbeitsplatten des „Industriegebiets“

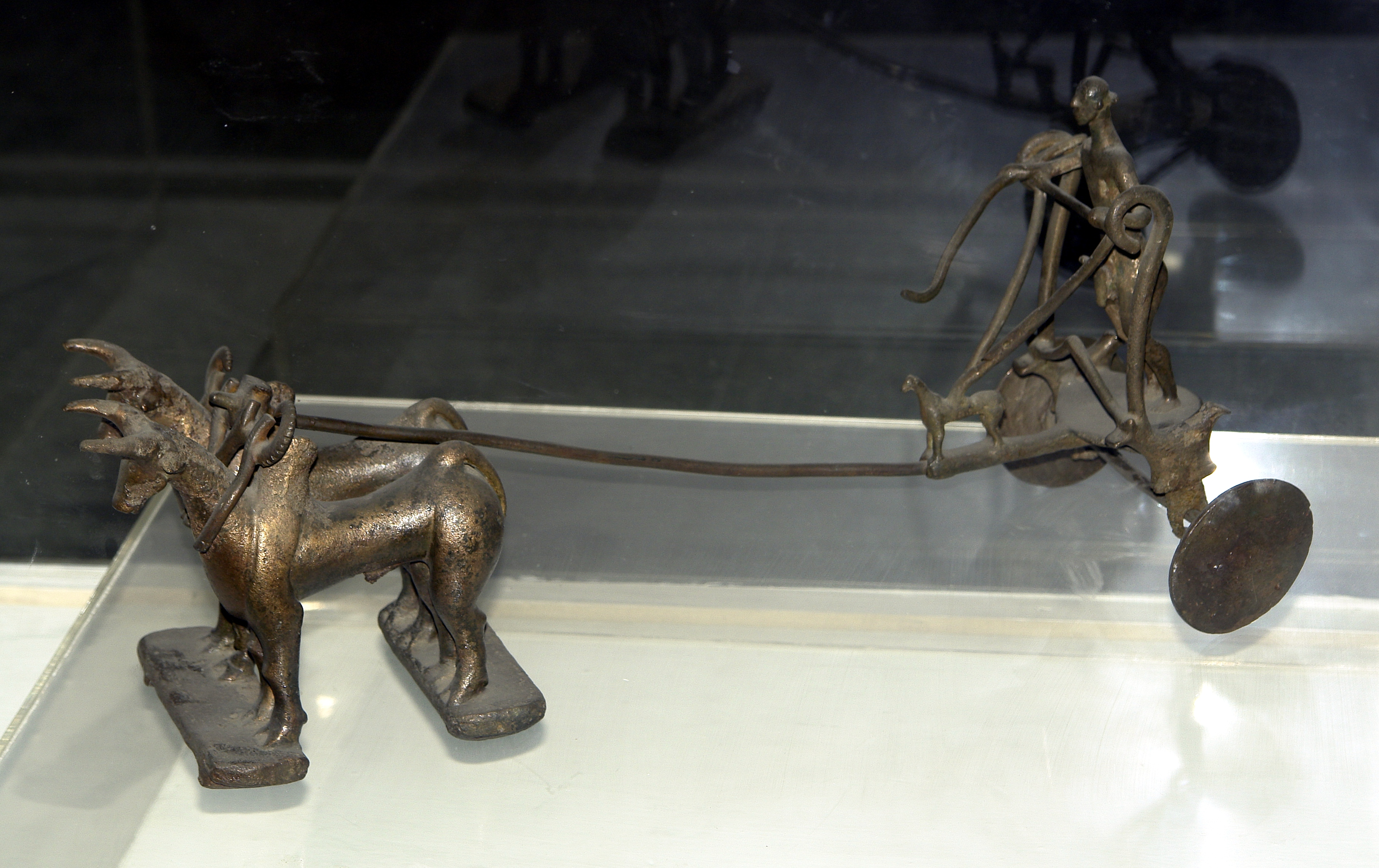
Modell eines Wagenlenkers mit Ochsengespann. Bronzeguss, um 2000 v. Chr., Nationalmuseum Neu-Delhi

Harappa ist ein Dorf in Pakistan. Nach diesem Ort wird eine neben dem Dorf liegende historische Stadt am Oberlauf des Indus benannt. Diese war neben Mohenjo-Daro dominierendes Zentrum der bronzezeitlichen Harappa- oder Indus-Kultur. Die Städte hatten um 2500 v. Chr. je etwa 40.000 Einwohner.
Nach 1800 v. Chr. geriet die Stadt in Vergessenheit, bis der Indologe Sir Alexander Cunningham 1872/1873 erste Ausgrabungen durchführte. Doch erst seit weiteren Arbeiten nach 1920 sind Alter und Bedeutung Harappas erkannt worden. Weitere Grabungen fanden von 1995 bis 2001 statt. Allerdings wurden die Ziegel der Stadt in der Mitte des 19. Jahrhunderts als Material zum Bau einer Eisenbahnstrecke benutzt. Dadurch wurde ein großer Teil dieser frühzeitlichen Stadt vollkommen zerstört.

## Die Stadt
Aus den erhaltenen Resten ist ersichtlich, dass die Stadt aus zwei Teilen bestand. Im Osten lag die eigentliche Wohnstadt und im Westen die sogenannte Zitadelle, die von einer stark befestigten Mauer umgeben war. Nördlich davon konnten noch Speicheranlagen und Arbeiterquartiere untersucht werden. Die wenigen erhaltenen Reste der eigentlichen Stadtbebauung deuten auf einen schachbrettartigen Stadtplan hin. Luftgetrocknete und gebrannte Lehmziegel wurden als Baumaterial verwendet. Die Straßen hatten gemauerte, verputzte Abwasserkanäle. Südlich der Stadt konnte ein Friedhof ausgegraben werden. Es handelt sich um einen der wenigen bekannten Friedhöfe der Indus-Kultur.

## Wirtschaft und Fernhandel
In Sumer gefundene harappische Werkstücke und aus entfernten Gegenden stammende Werkstoffe deuten darauf hin, dass Harappa ein Handelszentrum war. Über den Indus bzw. den Hafen von Lothal auf der Halbinsel Gujarat, Oman und Bahrain existierte bis etwa 2000 v. Chr. eine intensive Handelsverbindung nach Sumer. Die Erzeugung von Kupfer, Bronze und Edelmetallen und deren Verarbeitung mit Techniken wie Gießen, Treiben, Schmieden und Ziselieren war in Harappa bekannt. Die Qualität der gefundenen Schmuckstücke weist auf eine hoch entwickelte Handwerkskunst hin. Die ältesten der auf den Fundstücken mittels Siegel eingeprägten über 400 Symbole, die man als Korpus einer Schrift deuten kann, gehen etwa bis auf das Jahr 3500 v. Chr. zurück. Die Indusschrift konnte bislang nicht entziffert werden. Verschiedene Hypothesen zu ihrer Herkunft vermuten eine Beziehung zu ägyptischen Hieroglyphen, zur Keilschrift der Sumerer oder zu alten dravidischen Schriftsystemen.